# NF environnement

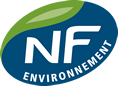
Logo de la marque
NF environnement.

La Marque NF Environnement est une marque collective de certification délivrée par Afnor Certification (filiale du groupe Afnor) aux producteurs qui se soumettent volontairement à un cahier des charges de qualité environnementale.
Créée en 1991, cette marque qui distingue des produits qui ont un impact environnemental réduit, est la certification écologique officielle française.
La Marque NF Environnement offre une double garantie : la qualité d'usage et la qualité écologique. Elle assure la prise en compte des impacts environnementaux sur tout le cycle de vie du produit. Le produit doit répondre à un cahier des charges précis, notamment en faveur de l'environnement. Il peut s'appliquer à toutes sortes de produits à l'exception des produits pharmaceutiques, des produits agro-alimentaires, du secteur automobile et des services.
L'élaboration des critères de cet écolabel est faite en partenariat avec les industriels, les associations et les pouvoirs publics. Son attribution se fait par certification auprès d'une tierce partie indépendante : Afnor Certification ou un organisme mandaté par Afnor Certification (AFCAB, ASCQUER, CEQUAMI, CERIB, CERQUAL, CERTIGAZ, CERTITA SAS, CERTIVEA, CSTB, Institut technologique FCBA, LCIE et le LNE).
La Marque NF environnement se décline ensuite selon les domaines, par exemple, dans le domaine de l'ameublement, elle prend le nom de NF Environnement Ameublement. Cette dernière, basée sur la norme ISO 14024, concerne notamment les armoires affichant un taux de recyclage global supérieur à 97%,et répondant à plusieurs autres exigences.